# ジェームズ・ショート

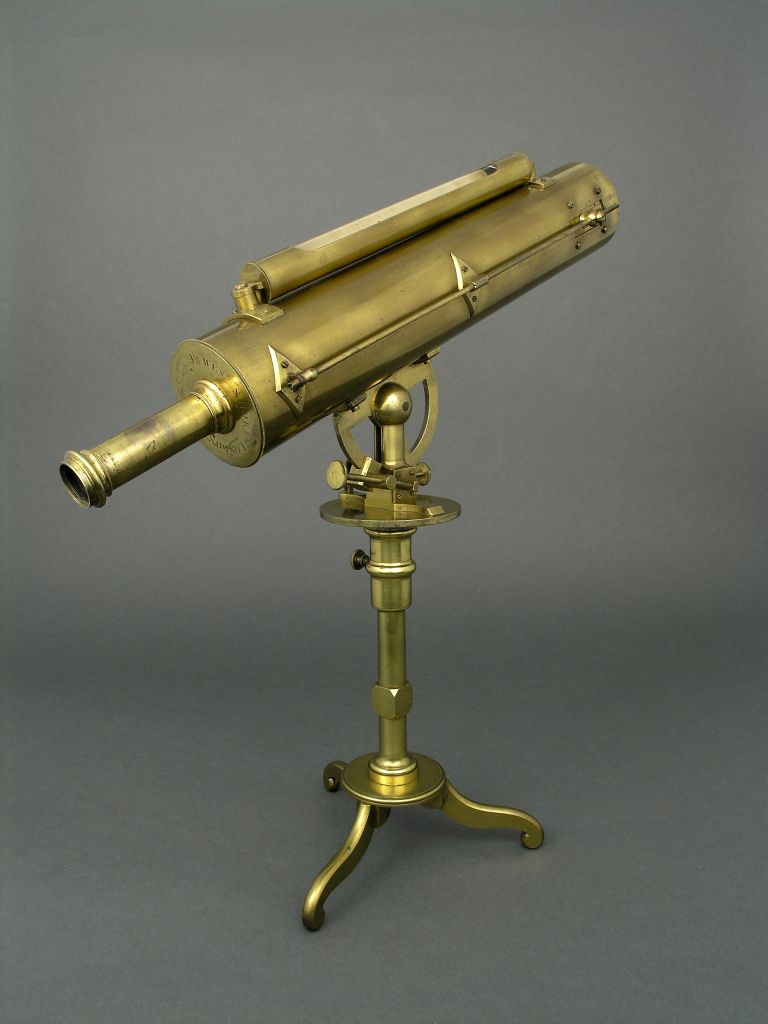
Brass telescope made by Short, now in the collection of Thinktank, Birmingham Science Museum.

ジェームズ・ショート（James Short、1710年6月21日（ユリウス暦 6月10日） - 1768年6月15日）は、イギリスの天体望遠鏡製作者・天文学者・数学者である。
エディンバラに生まれた。エディンバラ大学の数学教授コリン・マクローリンに才能を認められ、1732年頃から、望遠鏡製作のために大学のマクローリンの部屋を使うことが許された。最初の望遠鏡の反射鏡はガラスで製作されたが、後に反射鏡を金属で作るようになり、よい曲面精度が得られるようになった。望遠鏡製作を職業とし、生涯に1,370台の望遠鏡を作り資産を残した。グレゴリー式望遠鏡を製作し、現在でも優れた研磨技術と精度を保っている望遠鏡がある。観測者としては1740年に幻の金星の衛星ネイトを発見したと報告したことや、1761年に天文単位の測定を行ったことが知られている。1737年に王立協会の会員に選ばれた。1768年にロンドンで没した。